# 2016年リオデジャネイロオリンピックのスワジランド選手団
2016年リオデジャネイロオリンピックのスワジランド選手団（2016ねんリオデジャネイロオリンピックのスワジランドせんしゅだん）は、2016年8月5日から8月21日にかけてブラジルのリオデジャネイロで開催された2016年リオデジャネイロオリンピックのスワジランド選手団、およびその競技結果。

## 選手団
- 人員: 選手 2人
- 開会式旗手: シブシソ・マツェンジワ

## 種目別選手・スタッフ名簿及び成績

### 陸上競技
| 選手                   | 種目     | 予選            | 予選 | 準々決勝 | 準々決勝 | 準決勝   | 準決勝   | 決勝     | 決勝     |
| 選手                   | 種目     | 結果            | 順位 | 結果     | 順位     | 結果     | 順位     | 結果     | 順位     |
| ---------------------- | -------- | --------------- | ---- | -------- | -------- | -------- | -------- | -------- | -------- |
| シブシソ・マツェンジワ | 男子200m | 20秒63 (国内新) | 6着  | -        | -        | 予選敗退 | 予選敗退 | 予選敗退 | 予選敗退 |
| フムリル・ヌジニサ     | 女子100m | 12秒49          | 5着  | 予選敗退 | 予選敗退 | 予選敗退 | 予選敗退 | 予選敗退 | 予選敗退 |